# 楊仲倫
楊仲倫（1438年—？），字宗理，雲南大理府太和縣人，民籍。明朝政治人物。進士出身。
雲南鄉試第二十六名。成化八年（1472年）壬辰科會試第二百十七名，殿試登進士第三甲第一百四十五名。
曾祖父楊恭。祖父楊弼。父亲楊麟。